# Linas Vodopjanovas
Linas Vodopjanovas OFM (ur. 8 czerwca 1973 w Neryndze) – litewski duchowny rzymskokatolicki, biskup poniewieski od 2016.

## Życiorys
Święcenia kapłańskie otrzymał 15 lipca 2000 z rąk bp Antanasa Vaičiusa jako członek Zakonu Braci Mniejszych. Pracował głównie w konwencie zakonnym w Kretindze, m.in. jako gwardian i proboszcz parafii. W latach 2007–2010 był mistrzem nowicjatu, a w latach 2007-2013 wiceprzełożonym litewskiej prowincji św. Kazimierza.
11 lutego 2012 papież Benedykt XVI mianował go biskupem pomocniczym diecezji telszańskiej, ze stolicą tytularną Quiza. Sakry biskupiej udzielił mu 14 kwietnia 2012 arcybiskup metropolita wileński - kardynał Audrys Bačkis. Po sakrze objął funkcję wikariusza generalnego.
20 maja 2016 papież Franciszek mianował go biskupem ordynariuszem diecezji poniewieskiej.